# 網寮
網寮，原寫為網藔，是臺灣臺南市永康區的一個傳統地域名稱，位於該區南部西側。相較於今日行政區，其範圍大致包括網寮里不含東北部及西北端、崑山里西部邊界地帶中偏北段、建國里不含東部邊界地帶南半段及南部東側凸出部分、二王里、復華里、三合里、復國里、神洲里、復興里、光復里、五王里不含北部邊界地帶西段、中興里、成功里、中華里、六合里不含北端、合興里東北部邊界地帶、勝利里、力行里東部邊界地帶南半段。
本地區境內主要聚落為網藔、土虱堀、甲內，設有永仁高中、五王國小、永信國小、勝利國小、復興國小。

## 歷史
台灣日治初期，網寮地區為一街庄，稱為「埔姜頭庄」（舊制街庄），隸屬於永康上中里。該庄昔日西北、北及東北與埔姜頭庄為鄰，東與大灣庄為鄰，南邊及西南邊為後甲庄，西邊為三份仔庄。
1901年（日治明治三十四年）11月11日，全台廢縣廳改設二十廳，該庄隸屬於臺南廳。1904年（明治三十七年）3月31日，該庄編入「永內區」，隸屬於臺南廳。1909年（明治四十二年）10月25日，全台合併二十廳為十二廳，永內區仍隸屬於臺南廳。1920年（大正九年）10月1日，全台地方制度大改正，廢十二廳改設五州二廳，該庄改制並雅化為「網寮」大字，隸屬於臺南州新豐郡永康庄（新制街庄）。
戰後永康庄改制為永康鄉，隸屬於臺南縣，大字亦改制為村。1950年（民國39年）10月25日，雲、嘉、南分治，永康鄉仍隸屬於臺南縣。1993年（民國82年）5月1日，永康鄉升格為永康市，村亦改制為里。2010年（民國99年）12月25日，臺南縣、市合併為直轄臺南市，永康市改制為永康區。

## 聚落
本地區發展較早的聚落為網藔、土虱堀、甲內，在日治初期的官方地圖上已有記載。

## 交通
國道1號又稱「中山高速公路」，是貫穿台灣西部的兩條縱向高速公路之一，經過本地區東部。最近的交流道在北側為省道台1線交會處的永康交流道，在南側為市道182號交會處的台南交流道。由此等可快速前往國道1號沿線各地。
省道台1線又稱「縱貫公路」，是台北至楓港的傳統平面幹道，經過本地區西部。由該道路北行可前往新市區、善化區、官田區、六甲區等地，南行可前往東區/南區、仁德區、高雄市湖內區、路竹區等地。
省道台20線是台南至德高的幹道，其中部分路段稱為「南橫公路」（目前並未全線通車），經過本地區西北部及北部邊界地帶。由該道路西行可前往北區、中西區，並止於湯德章紀念公園圓環；東行可前往永康區永康市區、新化區、山上區南端、左鎮區等地。
市道180號是台南至大灣（實際終點在大埔）的道路，經過本地區南部暨網藔聚落。由該道路西行可前往東區及北區交界地帶，並止於東區西北角的省道台20線路口；東行可前往歸仁區北部，並止於省道台39線路口。
區道南145線是二王至四份子的道路，全線位於本地區境內。其北側端點（起點）位於本地區北部邊界地帶的省道台20線路口，南側端點（終點）位於本地區南部的市道180號路口。

## 學校
- 永仁高中
- 五王國小
- 永信國小
- 勝利國小
- 復興國小

## 公務機關
- 臺南市政府警察局永康分局永信派出所
- 臺南市政府警察局永康分局復興派出所
- 臺南市政府消防局第五大隊復興消防分隊